# Procerodes littoralis
Procerodes littoralis är en plattmaskart som först beskrevs av Hans Strøm 1768.  Procerodes littoralis ingår i släktet Procerodes och familjen Procerodidae. Arten är reproducerande i Sverige. Inga underarter finns listade i Catalogue of Life.